# 騷壇公園

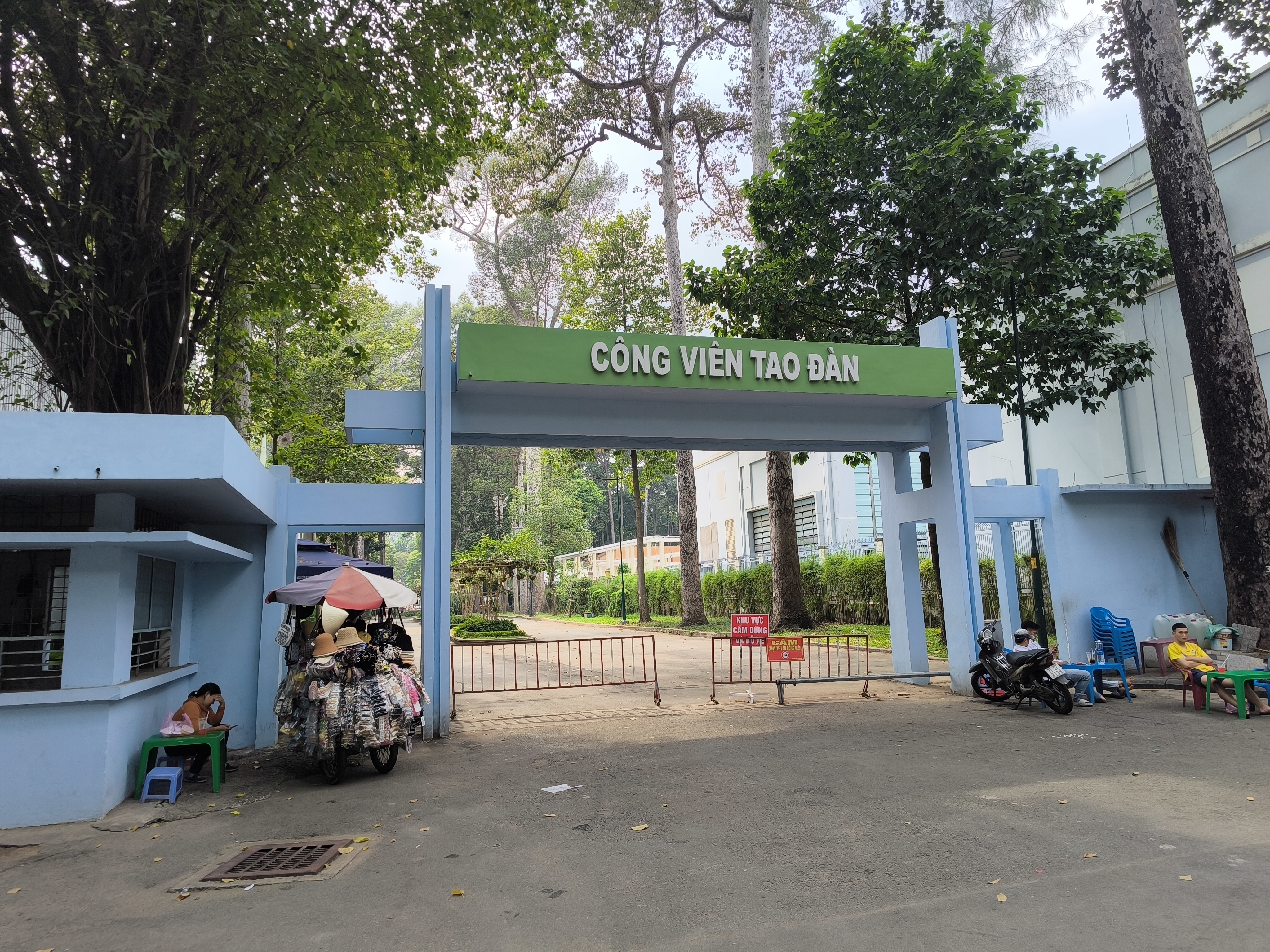

騷壇公園（越南语：／）或騷壇文化公園（越南语：／），是在越南胡志明市第一郡的一個公園，佔地十公頃，有超過1000棵的樹，不少是參天的大樹。

## 附近景點
- 統一宮